# Domenick Fensore
Domenick Fensore, född 7 september 2001, är en amerikansk professionell ishockeyback som är kontrakterad till Carolina Hurricanes i National Hockey League (NHL) och spelar för Chicago Wolves i American Hockey League (AHL).
Han har tidigare spelat för Norfolk Admirals i ECHL; Boston University Terriers i National Collegiate Athletic Association (NCAA) samt Team USA i United States Hockey League (USHL).
Fensore draftades av Carolina Hurricanes i tredje rundan i 2019 års draft som 90:e spelare totalt.

## Statistik
| 2016–2017   | P.A.L. Junior Islanders    | USPHL       | 23  | 10 | 17 | 27 | 11 | 2 | 0 | 2 | 2 | 0 |
|             | P.A.L. Junior Islanders    |             | 73  | 25 | 60 | 85 | 36 | — | — | — | — | — |
| 2017–2018   | Team USA                   | USHL        | 35  | 1  | 15 | 16 | 18 | 8 | 0 | 1 | 1 | 6 |
|             | U.S. National U17 Team     |             | 61  | 2  | 29 | 31 | 30 | — | — | — | — | — |
|             | U.S. National U18 Team     |             | 1   | 0  | 0  | 0  | 0  | — | — | — | — | — |
| 2018–2019   | Team USA                   | USHL        | 25  | 6  | 20 | 26 | 6  | — | — | — | — | — |
|             | U.S. National U18 Team     |             | 55  | 6  | 36 | 42 | 26 | — | — | — | — | — |
| 2019–2020   | Boston University Terriers | NCAA        | 34  | 3  | 13 | 16 | 24 | — | — | — | — | — |
| 2020–2021   | Boston University Terriers | NCAA        | 16  | 2  | 6  | 8  | 16 | — | — | — | — | — |
| 2021–2022   | Boston University Terriers | NCAA        | 35  | 5  | 26 | 31 | 8  | — | — | — | — | — |
| 2022–2023   | Boston University Terriers | NCAA        | 37  | 9  | 22 | 31 | 30 | — | — | — | — | — |
| 2023–2024   | Chicago Wolves             | AHL         | 39  | 2  | 14 | 16 | 18 | — | — | — | — | — |
|             | Norfolk Admirals           | ECHL        | 9   | 2  | 8  | 10 | 2  | — | — | — | — | — |
| 2024–2025   | Carolina Hurricanes        | NHL         | 1   | 0  | 0  | 0  | 0  | — | — | — | — | — |
|             | Chicago Wolves             | AHL         | 66  | 9  | 23 | 32 | 39 | — | — | — | — | — |
| NHL totalt  | NHL totalt                 | NHL totalt  | 1   | 0  | 0  | 0  | 0  | — | — | — | — | — |
| AHL totalt  | AHL totalt                 | AHL totalt  | 105 | 11 | 37 | 48 | 57 | — | — | — | — | — |
| NCAA totalt | NCAA totalt                | NCAA totalt | 122 | 19 | 67 | 86 | 78 | — | — | — | — | — |
| USHL totalt | USHL totalt                | USHL totalt | 60  | 7  | 35 | 42 | 24 | 8 | 0 | 1 | 1 | 6 |

### Internationellt
| Källa: Uppdaterad: 2025-04-17 | Källa: Uppdaterad: 2025-04-17 | Källa: Uppdaterad: 2025-04-17 |         | Utv = Utvisningsminuter | Utv = Utvisningsminuter | Utv = Utvisningsminuter | Utv = Utvisningsminuter | Utv = Utvisningsminuter |
| År                            | Lag                           | Mästerskap                    | Matcher | Mål                     | Assists                 | Poäng                   | Utv                     |                         |
| ----------------------------- | ----------------------------- | ----------------------------- | ------- | ----------------------- | ----------------------- | ----------------------- | ----------------------- | ----------------------- |
| 2019                          | USA                           | U18-VM                        | 7       | 0                       | 4                       | 4                       | 2                       |                         |
| Junior totalt                 | Junior totalt                 | Junior totalt                 | 7       | 0                       | 4                       | 4                       | 2                       |                         |